# مآخذ شاهنامه
برخلاف باور عوامانه‌ای که تا حدی هم رواج می‌دارد داستان‌ها و شخصیت‌های شاهنامه ساختهٔ فردوسی نیستند. به این معنا که این داستانها از دیرباز میان ایرانیان رواج داشته‌است. آنچه فردوسی کرده‌است به نظم آوردن و جوش‌دادن همهٔ این داستان‌ها و آفرینش ادبی و هنری بر اساس آنها بوده‌است. چنان‌که پیش از وی هم دیگران از جمله مسعودی مروزی و دقیقی دست به این کار زده‌بودند.
مآخذ اصلی فردوسی شاهنامهٔ منثور ابومنصوری بوده‌است. علاوه بر آن فردوسی از داستان‌های پراکنده و روایت‌های شفاهی در تدوین اثر استفاده کرده‌است. این را هم از کلام فردوسی در می‌توان یافت و هم از مقایسهٔ شاهنامه با آثاری که از شاهنامهٔ منصوری به عنوان مأخذ استفاده کرده‌اند نظیر غرر اخبار الملوک الفرس که نوشتهٔ ثعالبی است . برخی داستان‌هایی که به احتمال از مآخذ دیگر گرفته شده‌است از قرار زیر است: داستان بیژن و منیژه، ماجراهای رستم در مازندران، جنگ رستم و اکوان دیو، داستان رستم و سهراب. برخی داستان‌های اسکندر و بهرام گور هم از منابع دیگر گرفته شده‌است.